# Association sportive Kalamu
Maillots
Actualités
L'Association sportive Kalamu est un club congolais de football basé à Kinshasa qui joue dans la Deuxième division de Kinshasa, l'EUFKIN

## Histoire
Il a été fondé dans la capitale Kinshasa et ils ont joué dans diverse saisons en Ligue 1, la maximale catégorie du foot en RD Congo, bien que ne jouent pas dans la maximale catégorie depuis la disparition du Zaïre.
Son époque la plus réussie a été dans les années 1980, où ils ont reçu leur 4 titres les plus importants, ils ont gagné de façon consécutive la Coupe du Congo.
Au niveau international ils ont participé à 5 compétitions continentales, où ils ont eu des bonnes performances, en arrivant aux quarts de finale en deux de ses présentations.
En 1984, Timothée Moleka devient président de l'AS Kalamu, cette année là, Kalamu est éliminé difficilement en quart de finale de la coupe du Zaïre par Imana.
Pour la saison suivante, Moleka va changer la donne, pour redonner une image à son club et le rendre attirant, il recruta Louis Watunda un entraineur réputé à l’époque qui avait perdu 2 finale de la coupe du Zaïre dans les années 1970, il recruta également la légende Dimbi Tubilandu ancien gardien de V.club, Senge Senge ancien de Bilima, Etshele, Nzoko tshotsho et le physicien Nzau.
En 1985, le Zaïre assiste à un tournant et changement dans le football, l'AS Bilima chute face à l’US Tshinkunku après avoir dominé le football zaïrois (1978 – 1986), il ne jouera plus les premiers rôles, au même moment la finale de la 4ème édition du challenge Papa Kalala, le CS imana vient de battre l’AS Kalamu de Louis Watunda dit le professeur.
Puisque Imana était suspendu, Kalamu representa le Zaïre à la coupe d’Afrique des vainqueurs des coupes en 1986, Louis Watunda et ses poulains vont entrer dans la cours des grands et s’inscrire dans la durée comme un club incontournable pour sa première participation à la coupe d’Afrique des vainqueurs des coupes, l’équipe atteint les quarts de finale en éliminant tour à tour Ferroviario Huila (3–1 et 0–0), en 8ème de finale Kalamu élimine AFC Léopards du Kenya en s’imposant à Kinshasa 3–1 au match retour après un nul 1–1 à Nairobi. En quart de finale l’équipe passe tout prêt de réaliser un exploit il a battu Ismaily au match aller 2–0 avant de s’incliner 3–0 au Caire .
Toujours dans la même année 1986, Kalamu remporte son premier trophée nationale en remportant le challenge Papa Kalala.
En 1987, Kalamu remporte de nouveau le challenge Papa Kalala mais est éliminé au premier tour de la coupe d’Afrique des vainqueurs des coupes face au Ghanéens de Okwahu United en s’inclinant 2–0 à l'aller puis un nul au retour 0–0 à Kinshasa après cela Louis Watunda quitta le club pour s’engager avec Lupopo avec qu’il sera champion du zaire en 1990, l’entraîneur Kigoma Michel le remplaça.
En 1988, Kalamu remporte pour la 3ème fois le challenge Papa Kalala, en coupe d’Afrique des vainqueurs des coupes, le club élimine Kampala City Council en s’imposant à l'aller 1–0 et au retour 1–0, en 8ème de finale Kalamu est éliminé par les kenyans de l'AFC Léopards en s’inclinant 4–1 à Nairobi mais manque de peu la qualification en s’imposant 2–0 à Kinshasa.
Kalamu s’incline aussi lors de la super coupe du Zaïre face à Imana par 1–0
En 1989, Kalamu écrit l’histoire en devenant le premier club à remporter le challenge Papa Kalala pour la 4ème fois et devient le club Zaïrois le plus titré de la compétition, cette fois en coupe d’Afrique des vainqueurs des coupes, Kalamu élimine les centrafricains de l'USCA Bangui au retour à Kinshasa 2–0 après un nul 3–3 à l'aller. En 8ème de finale lors d’un match très disputé Kalamu se qualifie pour les quarts de finale en s’imposant seulement 1–0 à Kinshasa au retour. En quarts de finale le club est encore surpris en s’inclinant à l’aller 2–0 et au retour 1–0 à Kinshasa.
En 1990, Kalamu participe à la coupe d’Afrique pour la dernière fois et il est éliminé par les burundais de Vital'o au tirs au but par 5–3. L’équipe manque le premier vrais championnat organisé par la FEZAFA avec un format de 18 équipes.
Et comme les belles choses ont une fin, cette équipe va chuter lorsque le président Timothée Moleka quitte le club, et Kalamu ne s’est plus relevé.

## Palmarès
- Challenge Papa Kalala (4)
  - Vainqueur : 1986, 1987, 1988, 1989

## Participation en Compétitions de la CAF
| Année | Compétitions     | Niveau           | Club                 | Domicile | Éxterieur | Cumulés         | Buteurs                            |
| ----- | ---------------- | ---------------- | -------------------- | -------- | --------- | --------------- | ---------------------------------- |
| 1986  | Coupe des Coupes | 1                | Ferroviário de Huila | 3-1      | 0-0       | 3-1             |                                    |
| 1986  | Coupe des Coupes | 2                | AFC Leopards         | 3-1      | 1-1       | 4-2             |                                    |
| 1986  | Coupe des Coupes | Quarts de finale | Ismaily SC           | 2-0      | 0-3       | 2-3             | Nzoko Tshotsho et Kipulu Wusu Wusu |
| 1987  | Coupe des Coupes | 1                | Okwahu United        | 0-2      | 1-1       | 1-3             |                                    |
| 1988  | Coupe des Coupes | 1                | KCC                  | 1-0      | 1-0       | 2-0             | Lutumba 6e et Yaba 66e             |
| 1988  | Coupe des Coupes | 2                | AFC Leopards         | 2-0      | 1-4       | 2-5             |                                    |
| 1989  | Coupe des Coupes | 1                | UCSA Bangui          | 2-0      | 3-3       | 5-3             |                                    |
| 1989  | Coupe des Coupes | 2                | Etincelles FC        | 0-0      | 1-0       | 1-0             |                                    |
| 1989  | Coupe des Coupes | Quarts de finale | Bendel Insurance     | 0-2      | 0-1       | 0-3             |                                    |
| 1990  | Coupe des Coupes | 1                | Vital'O FC           | 1-1      | 1-1       | 2-2 (1-3 t.a.b) |                                    |

## Personnalités historique

### Présidents
- 1984-1990 :  Timothée Moleka

### Entraîneurs
- 1984-1985 :  René Taelman[2]
- 1985-1987 :  Louis Watunda
- 1987-1990 :  Michel Kigoma